# Aeroporto di Afutara
L'Aeroporto di Afutara (IATA: AFT, ICAO: AGAF) è un aeroporto salomonese situato nei pressi del villaggio di Afutara, nel territorio della Provincia di Malaita.